# 程立峰
程立峰（1964年4月—），河北武安人，汉族，中国共产党党员。中华人民共和国政治人物，现任国家安全部驻部纪检监察组长。

## 生平
2018年2月24日，在青海省当选为第十三届全国人大代表。
2022年10月30日，辞去第十三届全国人民代表大会常务委员会委员及全国人民代表大会环境与资源保护委员会副主任委员职务。